# Chân phước

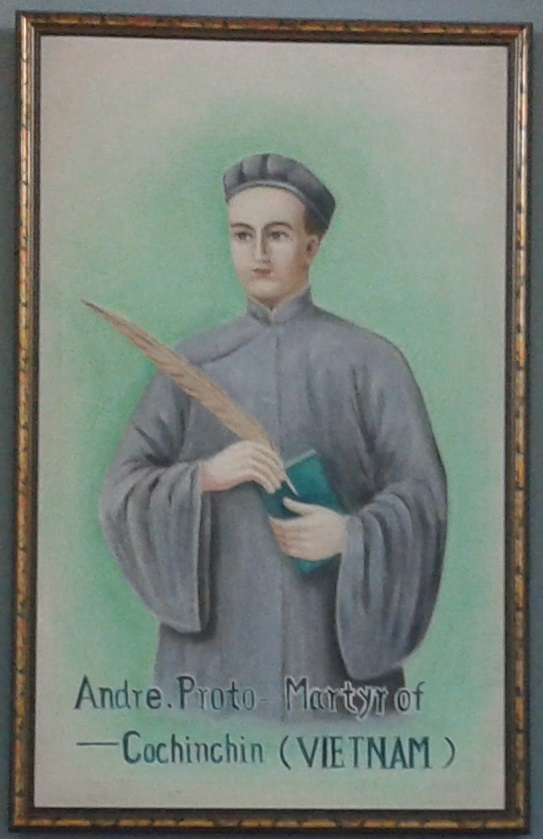
Chân phước Anrê Phú Yên

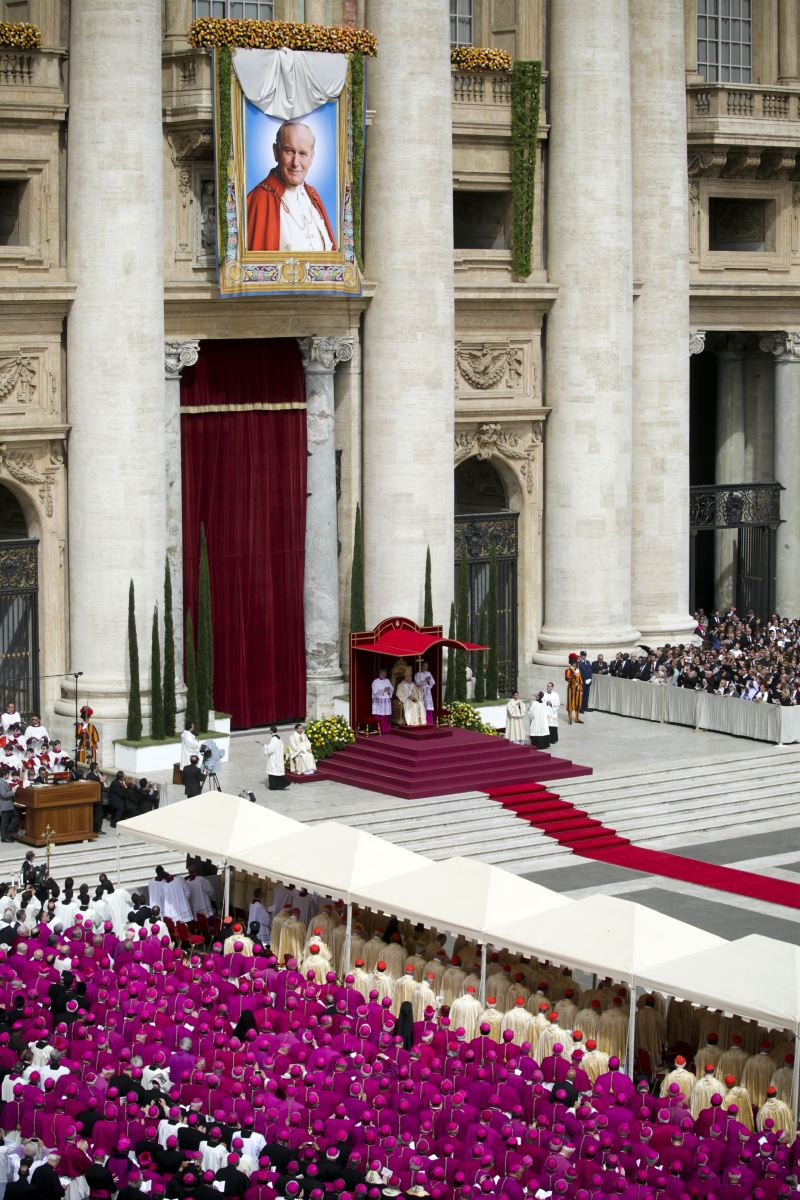
Lễ phong chân phước của Giáo hoàng Gioan Phaolô II

Chân phước hay chân phúc, còn gọi là Á Thánh (Latinh: beatus) là một danh hiệu trong Giáo hội Công giáo Rôma công nhận rằng một vị đáng kính đã được chấp nhận vào Thiên đàng và có khả năng cầu thay nguyện giúp cho những người cầu nguyện với họ. Chân phước là bước thứ ba trong tiến trình tuyên thánh.
Ngày xưa, các giám mục hay phong chân phước và ngày lễ chỉ được tổ chức trong giáo phận. Năm 1983, Giáo hoàng Gioan Phaolô II cải cách tiêu chuẩn chân phước: ngày nay, một phép lạ phải đã chắc chắn thể hiện do vị đáng kính cầu thay nguyện giúp để được phong chân phước. Tuy nhiên, tiêu chuẩn này không được bắt buộc đối với những người tử đạo: họ được coi là thánh thiện rõ ràng vì bị người ghét đạo (odium fidei) giết chết.
Chủ yếu theo tiêu chuẩn mới, Giáo hoàng Gioan Phaolô II đã phong chân phước cho 1.340 vị vào tháng 10 năm 2004, nhiều hơn tổng số chân phước được phong từ thời Giáo hoàng Xíttô V (1585 – 1590).